# Je-ne-baise-plus

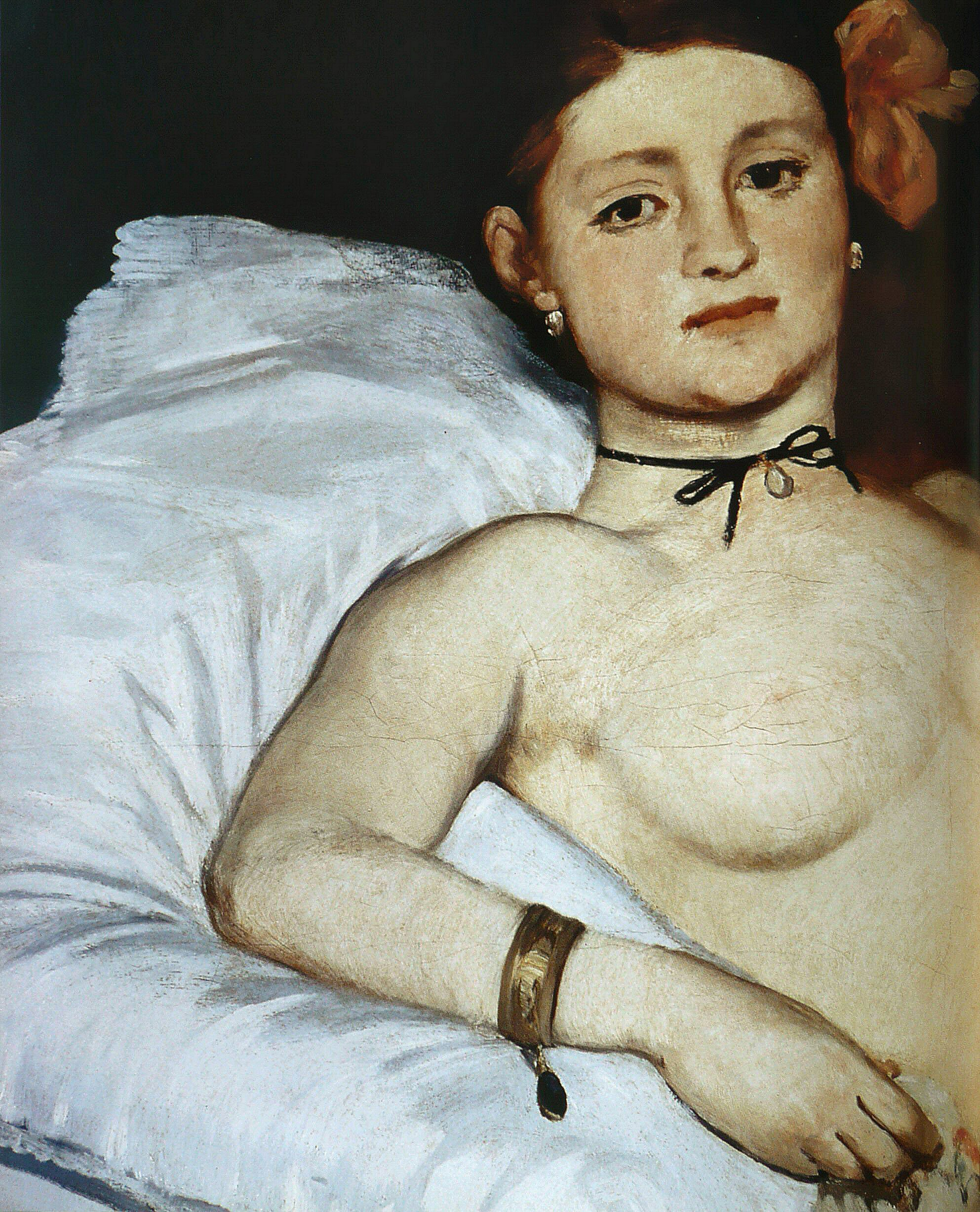
Un je-ne-baise-plus en la pintura Olympia de Édouard Manet (detalle).

Un je-ne-baise-plus («ya no jodo más») era una joya que consistía en una cinta de tela que se llevaba alrededor del cuello sujetando un camafeo, una piedra preciosa o un elemento análogo.
Significaba que la portadora no tenía ni deseaba tener relaciones sexuales.